# 鮑比·馬修斯
羅伯特·T·馬修斯（英語：Robert T. Mathews，1851年11月21日—1898年4月17日），為前美國職棒大聯盟的投手。生涯曾在國家職業棒球員協會、國家聯盟和美國協會等聯盟出賽過。
馬修斯16年的職棒生涯共拿下297勝248敗，是大聯盟史上最接近300勝的投手。在非名人堂選手當中，他的勝場數也僅次於羅傑·克萊門斯。他也是唯一一個在三個聯盟都出賽100場比賽或拿下50勝的投手。他被認為是口水球的發明者之一，也是第一位在比賽中投出變化球的投手，亦是國家職業棒球員協會史上首位拿下勝投的人。

## 生平
1868年，年僅16歲的馬修斯就已經在半職業球隊出賽。8月19日，他拿下了個人職業生涯的第一場勝投。1871年，他加入國家職業棒球員協會的韋恩堡凱基昂加。1871年5月4日，國家職業棒球員協會進行了歷史上第一場職業棒球比賽，而馬修斯也在那場比賽先發並拿下完封勝。
馬修斯在球員時期，曾擔任過幾場比賽的主審。後來他在1890年加入球員聯盟的裁判組，隔年加入美國協會執法。
1898年，馬修斯因感染梅毒而去世，享年46歲。後來他被葬在巴爾的摩的新天主教公墓內。

## 生涯成績
| 勝投 | 敗投 | 防禦率 | 出賽場次 | 先發 | 完投 | 完封 | 投球局數 | 安打  | 失分  | 自責分 | 全壘打 | 保送 | 三振  | 暴投 | 觸身球 |
| ---- | ---- | ------ | -------- | ---- | ---- | ---- | -------- | ----- | ----- | ------ | ------ | ---- | ----- | ---- | ------ |
| 297  | 248  | 2.86   | 578      | 568  | 525  | 20   | 4,956    | 5,601 | 3,497 | 1,573  | 70     | 532  | 1,528 | 253  | 48     |

## 軼事
- 馬修斯身高僅有165公分，當時美國男性平均身高約170公分，因此他的身材相當矮小。

## 參看
- 美國職棒大聯盟勝投排行榜
- 美國職棒大聯盟投球局數排行榜
- 美國職棒大聯盟救援王

## 外部連結
- 球員資訊和成績在MLB，ESPN，Baseball-Reference，Fangraphs（英文）